# 12373 Ленсармстронг
12373 Ленсармстронг (12373 Lancearmstrong) — астероїд головного поясу, відкритий 15 травня 1994 року.
Тіссеранів параметр щодо Юпітера — 3,477.